# 内蜒阿米巴属
内蜒阿米巴属（学名：Endolimax），也称内蜒属，为内阿米巴科的一个属。

## 下属物种
本属包括以下物种：
- 微小内蜒阿米巴 Endolimax nana (Wenyon & F.W.O'Connor, 1917)，微小内阿米巴